# Monaco Age Oncologie
Le Monaco Age Oncologie est un congrès qui se déroule tous les deux ans, destiné aux oncologues et aux gériatres dans le but de promouvoir la sensibilisation et la discussion des soins médicaux et cliniques des patients âgés atteints de cancer.

## Historique
La création du Monaco Age Oncologie est ancrée dans l’histoire de la Biennale Monégasque de Cancérologie qui a également lieu tous les deux ans depuis 1994 en Principauté de Monaco,. Le Dr. Michel Hery a initié le congrès en 2007 avec l'objectif de créer une plateforme où les oncologues spécialisés dans diverses pathologies peuvent rencontrer des gériatres, afin qu'ils puissent partager leurs découvertes et expériences mutuelles de sorte à progresser dans la connaissance de la maladie et de ses thérapies. Depuis la 5ème édition du congrès, un prix d'honneur du Prix Michel Hery est décerné à de jeunes chercheurs notables dans le domaine,.
Actuellement, Gilles Freyer est le président du comité d'organisation du congrès.
| An   | Titre                      | Lieu           | Références |
| ---- | -------------------------- | -------------- | ---------- |
| 2007 | 1er Monaco Age Oncologie   | Monaco         | ,          |
| 2009 | 2ème Monaco Age Oncologie  | Monaco         | ,          |
| 2011 | 3 ème Monaco Age Oncologie | Monaco         | ,          |
| 2013 | 4 ème Monaco Age Oncologie | Monaco         | [ 13 ]     |
| 2015 | 5 ème Monaco Age Oncologie | Monaco         | ,          |
| 2017 | 6 ème Monaco Age Oncologie | Monaco         | ,          |
| 2019 | 7 ème Monaco Age Oncologie | Monaco         | ,          |
| 2021 | 8 ème Monaco Age Oncologie | Monaco/Virtual | ,          |

## Les publications
- Compte-rendu du 3ème congrès Monaco Age Oncologie (Monaco, 3 – 5 février 2011)
- Monaco Âge Oncologie et congrès américain en oncologie clinique 2015 Prédire l’avenir des sujets âgés
- Cancer colo-rectal métastatique : quels enjeux chez le sujet âgé ? Evaluation onco-gériatrique : Elément clé de l’optimisation de la prise en charge ? Point de vue du gériatre.
- A tribute to Michel Hery, J. Gligorov · S. Culine · I. Krakowski · P. Marti · J-P Metges · D. Serin · M. Schneider · M. Spielmann
- Agenda. Oncologie 8, 701–703 (2006). https://doi.org/10.1007/s10269-006-0489-9
- Agenda. Oncologie 9, 73–75 (2007). https://doi.org/10.1007/s10269-006-0592-y
- Oncogériatrie : point de vue du gériatreOncogeriatrics: The geriatrician's point of view https://doi.org/10.1016/j.canrad.2009.07.011